# Plosogaden
Plosogaden is een bestuurslaag in het regentschap Temanggung van de provincie Midden-Java, Indonesië. Plosogaden telt 1756 inwoners (volkstelling 2010).